# Julien Thibaudeau
Pour les articles homonymes, voir Thibaudeau.
 (septembre 2011).
Si vous disposez d'ouvrages ou d'articles de référence ou si vous connaissez des sites web de qualité traitant du thème abordé ici, merci de compléter l'article en donnant les références utiles à sa vérifiabilité et en les liant à la section « Notes et références ».
Julien Thibaudeau est un peintre français originaire du département des Deux-Sèvres, né à La Crèche le 14 février 1859 et mort à Dame-Marie-les-Bois, en Indre-et-Loire le 8 septembre 1943.
Il peint notamment à Erquy, dans les Côtes-d'Armor, où il réalise en 1912 Les Landes de La Garenne, le secteur des Hôpitaux avec ses deux moulins.
Il peint également la baie de Douarnenez, dans le Finistère, et la côte de la presqu'île de Crozon, de la pointe du Menhir à Morgat, restituant en profondeur la plage de Postolonnec, de l'Aber et la baie.
Le musée Bernard-d'Agesci à Niort possède quelques toiles orientalistes des dernières années du XIXe siècle : Mosquée à Scutari d'Asie, Le cimetière de Scutari d'Asie, Entrée du Bosphore etc.

## Œuvres
- Petite bergère bretonne, huile sur toile, 41 x 33 cm, Gray (Haute-Saône), musée Baron-Martin.

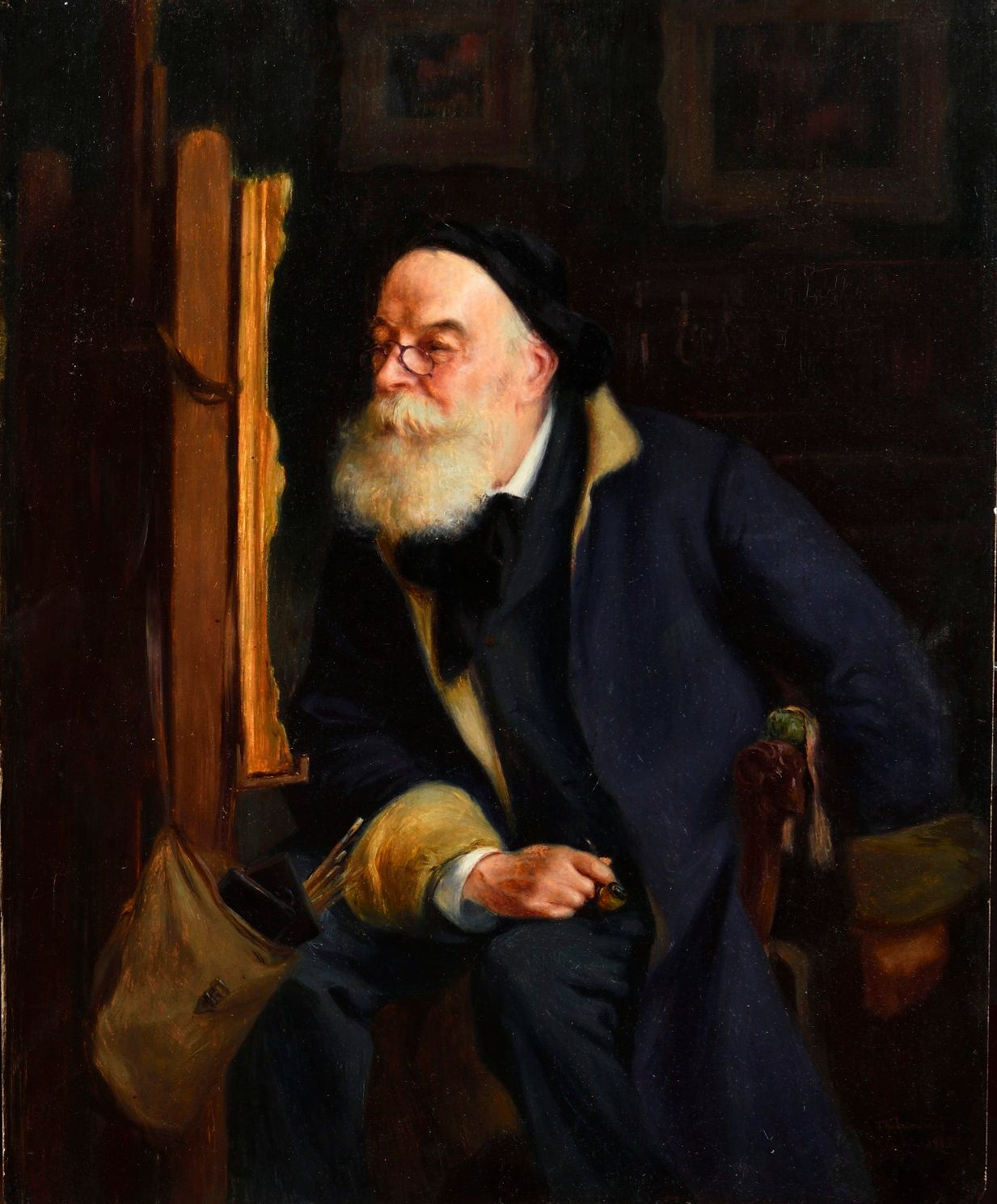
Autoportrait dans l'atelier, 1903
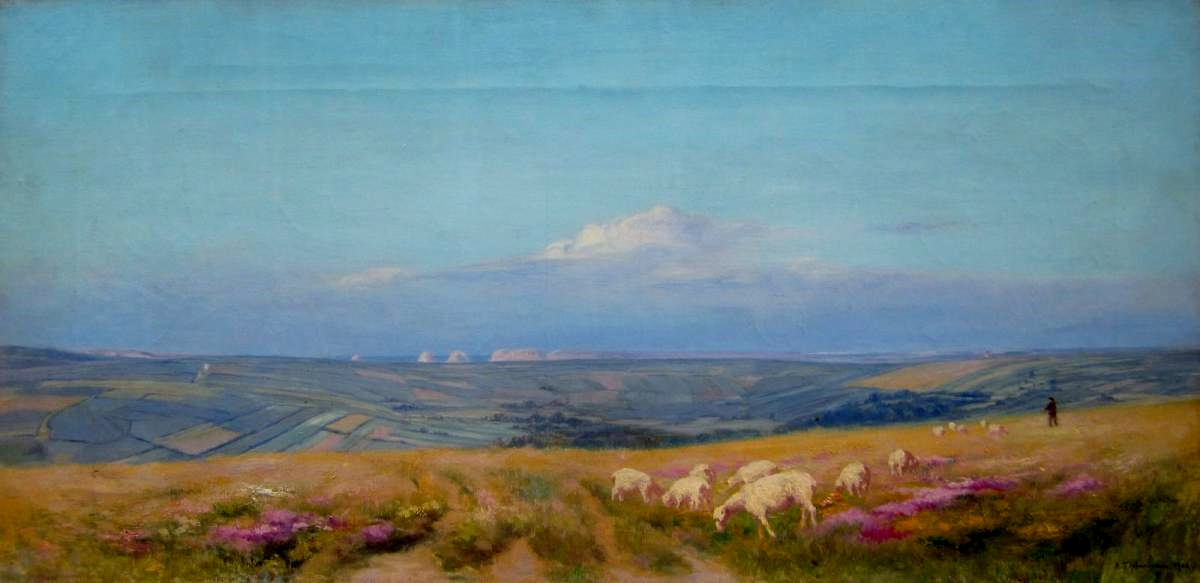
Vue aux environs de Crozon (huile sur toile, 1904)